# Björn Ericson (scrabblespelare)
Björn Ericson, född 1982 och uppvuxen i Partille, är fyrfaldig svensk mästare i scrabble (2008 2009, 2015 och 2023). Vid 2013 års mästerskap blev han silvermedaljör medan guldet gick till Alexander Sandström. Björn Ericson studerade till bibliotekarie vid högskolan i Borås.